# Incontri internazionali di rugby a 15 di metà anno 1982
A metà anno è tradizione che le selezioni di "rugby a 15", europee in particolare, ma non solo, si rechino fuori dall'Europa o nell'emisfero sud per alcuni test. Si disputano però anche molti incontri tra nazionali dello stesso emisfero Sud.
Nel 1982 fa notizia la clamorosa vittoria di Bloemfoitein dei Giaguari del sudamerica (di fatto la nazionale argentina sotto mentite spoglie per  motivi politici) contro il Sudafrica e la conquista neozelandese della Bledisloe Cup.
Anche la Scozia conquista una vittoria storica con l'Australia.

## I Tour
- -  Sud America in Sudafrica : la Argentina, camuffata da "Sud America", per motivi politici, legati all'apartheid, si reca in Sud Africa, proprio nei giorni in cui scoppia tra Gran Bretagna ed Argentina la Guerra delle Falkland. Storico il successo nel secondo match.

| Pretoria 27 marzo 1982 | Sudafrica | 50 – 18 | Sud America |  |

| Bloemfontein 3 aprile 1982 | Sudafrica | 12 – 21 | Sud America |  |

Parteciparono al tour (ma non ai test ufficiali), oltre i migliori Pumas, cinque giocatori Uruguaiani (Santiago Bordaberry, Rafael Ubilla, Eduardo Cerruti, Pablo Acerenza e Diego Ormaechea)  cinque cileni e due paraguaiani.
- -  Canada in Giappone:  doppia sconfitta per i canadesi contro i giapponesi

| Osaka 11 aprile 1982 | Giappone | 24 – 18 | Canada | Hanazono |

| Tokyo 18 aprile 1982 | Giappone | 16 – 6 | Canada | Chichibu |

- World XV in Australia : per festeggiare il centenario del Rugby nel Queensland, una selezione mondiale si reca in Australia. In questa prestigiosa selezione, viene invitato anche l'italiano Fulvio Lorigiola.

| Brisbane 15 maggio 1982 | Queensland | 38 – 24 | Old Cent. Int. XV | Ballymore Stadium |

| Sydney 22 maggio 1982 | New South Wales | 31 – 13 | World XV | Cricket ground) |

- -  Giappone in Nuova Zelanda: la tradizione universitaria del rugby giapponese è confermata dai due test contro la nazionale universitaria neozelandese.

| Invercargill 4 maggio 1982 | Southland | 16 – 16 | Giappone XV |  |

| Wellington 16 maggio 1982 | Nuova Zelanda Universitaria | 35 – 20 | Giappone | (Athletic Ground) |

| Pukekohe 30 maggio 1982 | Nuova Zelanda Universitaria | 22 – 6 | Giappone |  |

- -  Fiji in Samoa : la nazionale figiana si reca in visita a Samoa. Conquista un pareggio (6-6) e una vittoria (14-3) nei test match

| Apia 2 giugno 1982 | Samoa | 6 – 6 | Figi |  |

| Apia 12 giugno 1982 | Samoa | 3 – 14 | Figi |  |

- -  Inghilterra in Nord America: una selezione ufficiosa supera Canada e Stati Uniti

| Burnaby 29 maggio 1982 | Canada | 6 – 43 | Inghilterra XV |  |

| Washington 2 giugno 1982 | USA Cougars | – | Inghilterra XV |  |

| Hardford 19 giugno 1982 | Stati Uniti | 0 – 59 | Inghilterra XV |  |

- - Romania in Zimbabwe: la Romania si aggiudica due test equilibratissimi.

| Bulawayo 26 giugno 1982 | Zimbabwe | 23 – 25 | Romania |  |

| Harare 3 luglio 1982 | Zimbabwe | 24 – 25 | Romania |  |

- - Scozia in Australia:  la Scozia si reca in tour in Australia. Conquista una storica vittoria nel primo match contro i Wallabies (12-7) ma crolla nel secondo test.(9-33)

| Brisbane 4 luglio 1982 | Australia | 7 – 12 | Scozia | Ballymore Stadium |

| Sydney 10 luglio 1982 | Australia | 33 – 9 | Scozia | Cricket ground |

- -  Australia in Nuova Zelanda: un tour che vede l'Australia cedere 2 volte su 3 agli All Blacks che conquistano la Bledisloe Cup.

| Invercargill 7 agosto 1982 | Southland | 0 – 21 | Australia XV |  |

| Christchurch 14 agosto 1982 | Nuova Zelanda | 23 – 16 | Australia |  |

| Dunedin 21 agosto 1982 | Otago | 12 – 29 | Australia XV |  |

| Wellington 28 agosto 1982 | Nuova Zelanda | 16 – 19 | Australia | Athletic Ground |

| Auckland 11 settembre 1982 | Nuova Zelanda | 33 – 18 | Australia | Eden Park |

## Altri test
| Bucarest 9 maggio 1982 | Romania B | 29 – 21 | Cecoslovacchia |  |

| Helsinki 22 maggio 1982 | Finlandia | 0 – 40 | Svizzera |  |

| Albany 12 giugno 1982 | Stati Uniti | 3 – 3 | Canada |  |

| Barcelonne 13 giugno 1982 | Francia XV | 39 – 25 | Irlanda XV |  |

| Suva 28 agosto 1982 | Figi | 39 – 4 | Tonga |  |

| Spalato 18 settembre 1982 | Jugoslavia | 4 – 0 | Tunisia |  |